# Strada provinciale 18 Padullese
La strada provinciale 18 Padullese è una strada provinciale italiana della città metropolitana di Bologna.

## Percorso
A Bargellino, frazione di Calderara di Reno, si stacca dalla ex strada statale 568 di Crevalcore ed aggira il paese di Calderara per poi puntare a nord. Nel comune di Sala Bolognese interseca la SP 3 e ne tocca la sede comunale, Padulle. Dopodiché passa il Reno e termina a Castello d'Argile con l'immissione nella SP 42.